# Arboreto de Overland

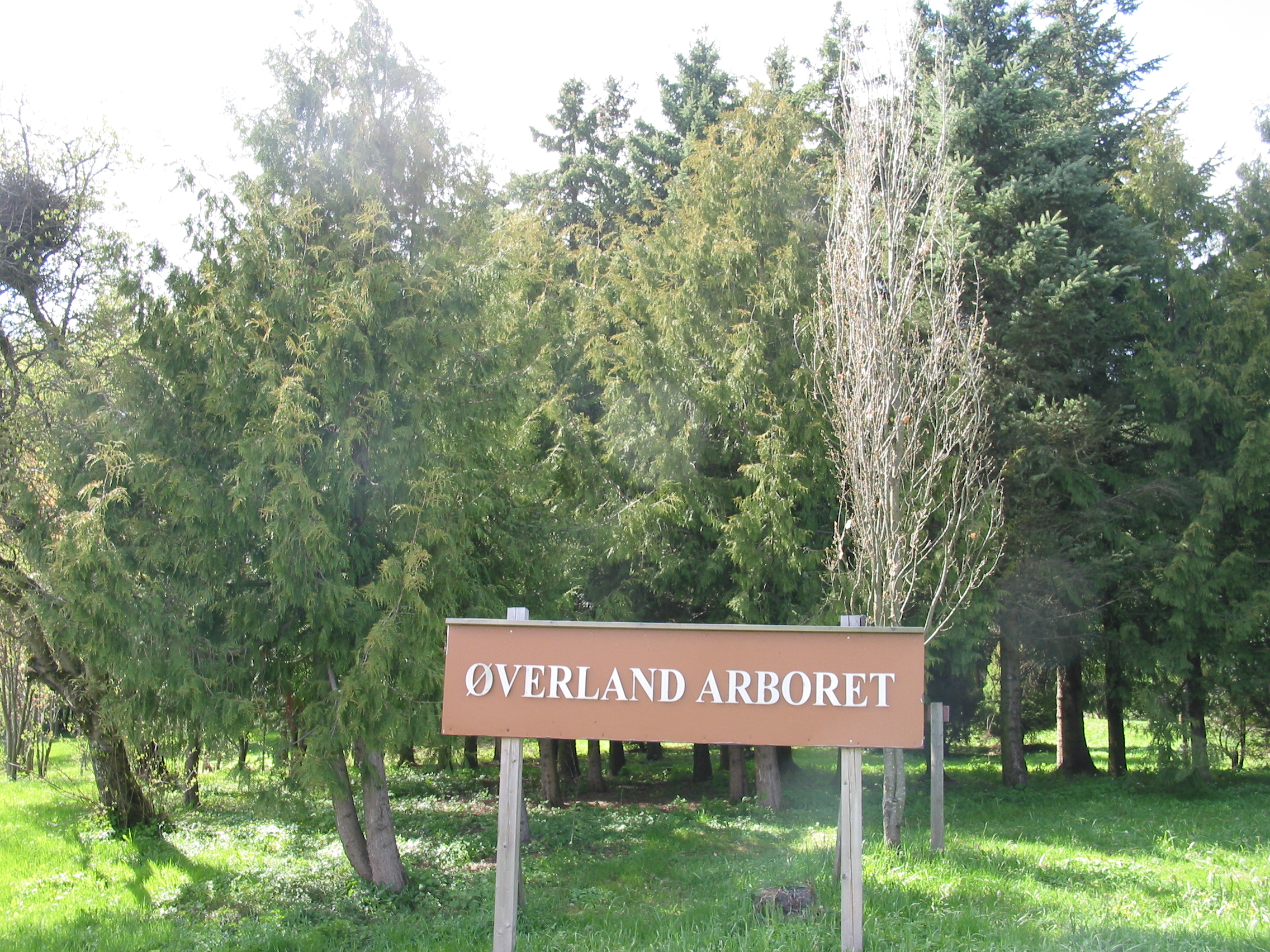
El arboreto de Overland.

El Arboreto de Overland (en noruego: Øverland arboret) es un arboreto y reserva de la Naturaleza de 70 hectáreas de extensión que se encuentra en Øverland, Noruega.

## Localización
Se ubica a 145 metros sobre el nivel del mar, protegida de los vientos del norte al abrigo de la meseta de Kolsås, cuyos suelos son unos terrenos agrícolas.  
Øverland arboret, Øverland gård i Bærum, Gamle Ringeriksvei 123 (Overland granja en Bærum, carretera de circunvalación Antigua 123) Norges-Noruega.59°55′54.19″N 10°33′42.05″E / 59.9317194, 10.5616806
Entrada libre y gratuita 

## Historia
Tiene sus inicios en los terrenos de 70 hectáreas donde fue construida en 1957 una zona de cultivos experimentales para probar introducir nuevos cultivos y ver si prosperaban en Noruega. 
Los visitantes tienen acceso gratuito al arboretum Overland durante todo el año. El terreno es variado, de sección plana con colinas de fuertes pendientes con los caminos en los estantes.

## Colecciones
El arboretum es una colección única de más de 100 tipos diferentes de árboles de todo el mundo, además de 27 especies de arbustos y árboles propios de la zona de crecimiento silvestre.  Las especies de árboles están colocadas principalmente en grupos de acuerdo a su origen geográfico. Por cada árbol es un signo de la información con el nombre de la planta y la etapa de la planta
La Real Sociedad para el Desarrollo es dueña del sitio y opera el Arboreto, en cooperación con el municipio de Bærum, Bosques y Paisaje del Departamento de Biología de la Universidad de Oslo y el Departamento de Horticultura de la "Universitet for Miljø- og Biovitenskap" (UMB) (Universidad de Ciencias de la Vida) (UMB).
Hay una gran cantidad de aves en la zona, y hoy está impulsado, entre otras cosas, la investigación de aves "in Situ". También hay restos arqueológicos en el jardín botánico que muestra que ha habido actividad en la zona que remontan a la Edad de Piedra.